# Море-Ю
Море-Ю (Морею, Хайпудира, Хейбидя-Педар) (на руски: Море-Ю, Хайпудыра, Хэйбидья-Пэдар) е река в Ненецки автономен окръг на Русия, вливаща се в Баренцево море. Дължина 272 km. Площ на водосборния басейн 4530 km².
Река Море-Ю води началото си и протича през източната, безлюдна част на Болшеземелската тундра, в широка, плитка и едва забележима, силно заблатена долина, в която силно меандрира. Извира западно от Вашуткините езера, като в горното течение посоката ѝ е на юг, в средното на запад, а в долното на север. Влива се от юг в залива Хайпударска губа на Баренцево море, чрез малка делта. Има смесено подхранване с преобладаване на снежното и дъждовното с ясно изразено пълноводие в края на май и началото на юни. Във водосборния ѝ басейн са разположени стотици малки езера. По течението ѝ няма нито едно постоянно населено място.